# Letcher
Letcher is een plaats (town) in de Amerikaanse staat South Dakota, en valt bestuurlijk gezien onder Sanborn County.

## Demografie
Bij de volkstelling in 2000 werd het aantal inwoners vastgesteld op 177.
In 2006 is het aantal inwoners door het United States Census Bureau geschat op 164, een daling van 13 (-7.3%).

## Geografie
Volgens het United States Census Bureau beslaat de plaats een oppervlakte van
1,7 km², waarvan 1,6 km² land en 0,1 km² water. Letcher ligt op ongeveer 397 m boven zeeniveau.

## Plaatsen in de nabije omgeving
De onderstaande figuur toont nabijgelegen plaatsen in een straal van 24 km rond Letcher.